# Cheryl Strayed
Cheryl Strayed (ur. 17 września 1968) – amerykańska prozaiczka i eseistka.

## Życiorys
Strayed urodziła się w Spangler w Pensylwanii jako drugie z trojga dzieci. W wieku pięciu lat przeniosła się wraz z rodziną do Chaska w Minnesocie. Rok później rozwiedli się jej rodzice. W wieku 13 lat przeniosła się z matką, ojczymem i rodzeństwem na wieś Aitkin County.
W 1986 roku Strayed zakończyła naukę w McGregor High School w McGregor. Uczęszczała przez rok na Uniwersytet Świętego Tomasza w St. Paul, po czym przeniosła się na University of Minnesota w Minneapolis, gdzie uzyskała tytuł bakalaureatu. W marcu 1991 jej matka, Bobbi Lambrecht, zmarła nagle na raka płuc w wieku 45 lat. W 2002 roku Strayed uzyskała tytuł magistra sztuk pięknych na Uniwersytecie Syracuse, gdzie studiowała creative writing pod kierunkiem pisarzy George’a Saundersa, Arthura Flowersa, Mary Gaitskill i Mary Caponegro.
W 1999 Cheryl Strayed wyszła za mąż za reżysera filmowego Briana Lindstroma. Mają dwójkę dzieci i mieszkają w Portland.
Jest długoletnią działaczką feministyczną, należy do zarządu VIDA: Women in Literary Arts, organizacji badającej krytyczne i kulturowe postrzeganie pisarstwa kobiet.

## Twórczość
Strayed współpracowała m.in. z „The Washington Post Magazine”, „The New York Times Magazine”, „Vogue”, „Allure”, „The Missouri Review”, „The Sun Magazine”, „The Best American Essays” i „Creative Nonfiction”. Jej prace zostały dwukrotnie wybrane do grona Najlepszych Amerykańskich Esejów (Heroina/e z roku 2000) oraz Love of My Life z 2003 roku. Otrzymała również Pushcart Prize za esej Munro Country, który został pierwotnie opublikowany w „The Missouri Review”. Esej ten jest o liście, który Strayed otrzymała od Alice Munro oraz o wpływie kanadyjskiej pisarki na pisarstwo Strayed.
Pierwsza książka Strayed, Torch, została opublikowana w 2006 r. przez wydawnictwo Houghton Mifflin Harcourt. Torch był finalistą Great Lakes Book Award i został wybrany przez „Oregonian” jako jedna z dziesięciu najlepszych książek 2006 autorstwa pisarzy żyjących na północno-zachodnim Pacyfiku. W 2012 Torch został wznowiony przez Vintage Books z nowym wprowadzeniem Strayed.
Jej druga książka, Dzika droga. Jak odnalazłam siebie, jest zapisem szczegółowych wspomnień z przebycia 1100-milowej trasy Pacific Crest Trail z pustyni Mojave do granicy między Oregonem i Waszyngtonem oraz jest opowieścią o osobistych zmaganiach, które zmusiły ją do tej wędrówki. Dzika droga ukazała się w wydawnictwie Alfred A. Knopf w 2012 roku i została przetłumaczona na 28 języków. Książka ta zadebiutowała na 7. miejscu listy bestsellerów New York Timesa, a 15 lipca 2012 dotarła na pierwsze miejsce, na którym utrzymywała się przez siedem kolejnych tygodni. W czerwcu 2012 Oprah Winfrey przyjęła Dziką drogę do swojego klubu książki Oprah’s Book Club 2.0. Reese Witherspoon kupiła prawa do ekranizacji książki jeszcze przed jej publikacją i sama zagrała rolę Strayed.
W marcu 2010 rozpoczęła pisanie „Dear Sugar”, rubryki z poradami w internetowym piśmie literackim TheRumpus.net. W lipcu 2012 w wydawnictwie Vintage Books opublikowany został jej zbiór artykułów z „Dear Sugar” jako Tiny Beautiful Things: Advice on Love and Life from Dear Sugar, który zadebiutował na liście bestsellerów New York Timesa na 5. miejscu.

## Książki
- Torch (2006; 2012).
- Wild: From Lost to Found on the Pacific Crest Trail (2012, polskie wydanie: Dzika droga. Jak odnalazłam siebie, tłum. Joanna Dziubińska, Znak Literanova 2013).
- Tiny Beautiful Things: Advice on Love and Life from Dear Sugar (2012).